# Акита
Акита (на японски 秋田市, по английската Система на Хепбърн Akita-shi, Акита-ши) е административен център на едноименната префектура Акита в Япония. Град Акита е с население от около 323 000 жители (2011) и обща площ от 905,67 км². Намира се в северозападната част на страната.

## Побратимени градове
- Владивосток, Русия - от 29 юни 1992 г.
- Кенай, Аляска САЩ - от 22 януари 1992 г.
- Ланджоу, Китай - от 5 август 1982 г.
- Пасау, Германия - от 8 април 1984 г.
- Сейнт Клауд, Минесота САЩ - от 1993 г.